# 이저벨 와이드먼
이저벨 와이드먼(영어: Isabelle Weidemann, 1995년 7월 18일~)은 캐나다의 스피드스케이팅 선수이다. 2022년 동계 올림픽에서 팀 추월에서 금메달, 5,000m 종목에서는 은메달, 3,000m 종목에서 동메달을 획득한 올림픽 메달리스트이며, 신디 클래슨과 가에탕 부셰르에 이어 동계 올림픽에서 2개 이상의 메달을 획득한 세 번째 캐나다 스피드스케이팅 선수이다. 또한, 2020년과 2021년 세계 선수권 대회 여자 팀 추월에서 은메달과 동메달을 획득하였다.

## 경력
와이드먼의 캐나다 대표팀 첫 대회는 2014년 세계 주니어 선수권 대회 기간이었다. 2015-16 월드컵 대회에서 첫 정식 시니어 시즌에 참가하기 시작하였다. 2015년 세계 선수권 대회에서는 5000m 종목에서 5위를 하여 장거리 경기에서 성공 가능성을 나타냈다. 2017-18년 월드컵 시즌 팀 추월에서 동메달을 따면서 첫 월드컵 메달을 획득하였다. 와이드먼은 캐나다의 2018년 올림픽 대표팀 명단에 이름을 올렸고 첫 번째 올림픽 대회에서 3,000m와 5,000m 종목에서 각각 7위와 6위를 하였다.
올림픽에 이어 2018-19 월드컵 시즌에는 금메달 1개를 포함해 여러 차례 시상대에 오르며 성공을 거두기 시작하였다. 다음 시즌은 장거리 종목에서 월드컵 순위에서 종합 2위를 했고 2개의 금메달을 획득하였다. 2020 세계 선수권 대회에서 이바니 블롱댕, 발레리 말테와 함께 팀 추월에서 동메달을 획득하였다. 캐나다 스피드 스케이팅 선수 3인조는 2021년 세계 선수권 대회와 월드컵 경기에서 모두 우승하며 다음 시즌에도 성공을 이어나갔다.

### 2022년 동계 올림픽
2022년 1월 캐나다의 2022년 올림픽 팀에 이름을 올렸다. 3000m 종목에서 캐나다의 첫 올림픽 메달인 동메달을 획득하였다. 이 메달은 2010년 동계 올림픽 때 크리스티나 그로브스가 같은 거리에서 동메달을 딴 이후 캐나다 여자 스피드 스케이팅 선수들에게는 첫 메달이었다. 와이드먼은 5000m 종목에서 은메달을 획득하였으며, 또한, 팀 추월 종목에서는 금메달을 획득하였다. 올림픽에서의 성공으로 인해 폐회식 기수로 지명되었다.